# Nazira Zain al-Din
Nazira Zain al-Din (aussi écrit Zeineddine ou Zayn al-Din ; née en 1908 à Istanbul et morte en 1976) est une universitaire libanaise druze,. Elle est l’une des écrivaines arabes les plus importantes de son temps et qui est engagée contre ce qu’elle estime être des pratiques dégradantes de sa culture. Outre ses critiques contre le voile intégral porté par les femmes musulmanes à cette époque, elle est connue aussi pour son franc-parler au sujet de l’exclusion des femmes[De quoi ?],. Elle passe une grande partie de sa vie à écrire et défendre l’identité et l’égalité des femmes dans le monde arabe.

## Jeunesse et éducation
Nazira Zain al-Din est la fille de Shaykh Saeed Zain al-Din, un juge de la haute cour d’appel du Liban et un universitaire spécialisé en religion islamique. Née à Constantinople, en Turquie, elle grandit au Liban, à Ayn Qani. Son père approuve que sa fille suive de longues études et l’envoie à l’école catholique française du Liban. Avec sa sœur Munira, elle est la première jeune fille druze à intégrer l’école du Couvent des Sœurs de Nazareth. En plus de son éducation universitaire, son père veille à ce qu’elle soit éduquée à ce qui a trait à l’islam. Elle connait le Coran, les hadiths et la charia, trois sujets qui auront une place centrale dans ses écrits. Ellet discutera avec beaucoup d’universitaires spécialisés dans l'Islam au cours de sa vie, surtout des amis de son père. Dès son plus jeune âge, elle est considérée comme une femme extrêmement cultivée.
Après l’obtention de son diplôme, elle entreprend des études de médecine à Saint Joseph, une école jésuite de Beyrouth alors réservée aux hommes. L’entrée lui est refusée et elle intègre finalement le lycée français laïque, une institution dans laquelle elle figure parmi les meilleurs élèves, y compris devant des garçons français. Ne souhaitant pas prolonger sa scolarité, elle débute alors une carrière d'écrivain.

## Carrière littéraire
Elle publie ses deux premiers ouvrages en 1928, alors qu’elle est âgée de 20 ans. Le premier, Unveiling and veiling : lectures and views on the liberation of the women and social renewal in the Arab world précède de quelques mois, The young woman and the shaikhs. Ce second ouvrage est une série de réponses aux critiques et éloges qu’elle a reçu de la part de la communauté musulmane à propos de son premier livre. The young woman and the shaikhs est principalement destiné à ses opposants, qui avaient dénigré son premier livre, en insinuant qu'il avait été commandé par des athées.Nazira Zain al-Din se justifie en assurant qu’elle a écrit son premier ouvrage avec « comme unique compagnie les stylos et les pots d’encre, les livres et des papiers ». Elle affirme également être une vraie musulmane qui n’a écrit que « sur ce que Dieu tout puissant a voulu ».

## Impact et héritage
Malgré les références qui y sont faites à de nombreux textes sacrés, ses livres dérangent beaucoup le clergé musulman. Ils sont interdits par des chefs religieux, qui encouragent les fidèles à ne pas les acheter, les vendre ni même les lire. Elle est aussi accusée de plagiat et d’athéisme. Cependant, quelques intellectuels musulmans soutiennent son travail, notamment pour ses prises de position sur les droits des femmes musulmanes. Ils l'aident à traduire ses livres dans plusieurs langues afin de diffuser ses idées.
Ses écrits sont considérés par les féministes comme des réponses nécessaires au sujet du port du voile dans le Moyen-Orient de l'époque. Les femmes ne sont alors pas autorisées à quitter leur domicile sans avoir le visage couvert, et il n'est pas question de choix religieux de leur part. Pour les féministes, le voile intégral est perçu comme une source d’oppression et d’exclusion servant la logique de domination masculine. Ses travaux ont donc eu un grand impact auprès de la communauté musulmane. Elle est l’une des premières femmes à se servir du Coran pour infirmer des notions que le clergé musulman défend comme étant issues de ces mêmes textes. Elle questionne ainsi la validité des interprétations misogynes faites des textes sacrés. Elle somme alors chaque croyant de se faire son propre jugement sur ce qui est moral et ce qui ne l’est pas.

## Fin de vie
Source d'inspiration pour le mouvement féministe arabe, ennemie pour le clergé musulman, elle arrête sa carrière d’écrivaine et son combat en faveur des droits des femmes pour s’établir avec son mari et ses trois enfants à Baakline. Elle meurt en 1976 à l’âge de 68 ans. Très peu de choses sont connues de sa vie après la fin de sa carrière d'écrivaine et l’activiste, mais son influence sur le féminisme arabe reste fort, même après sa disparition. Elle inspire de nombreuses femmes musulmanes à prendre contrôle de leurs propres corps, de leur éducation et plus important encore, de leur vie.